# Wimborne Minster (ehemalige Abteikirche)

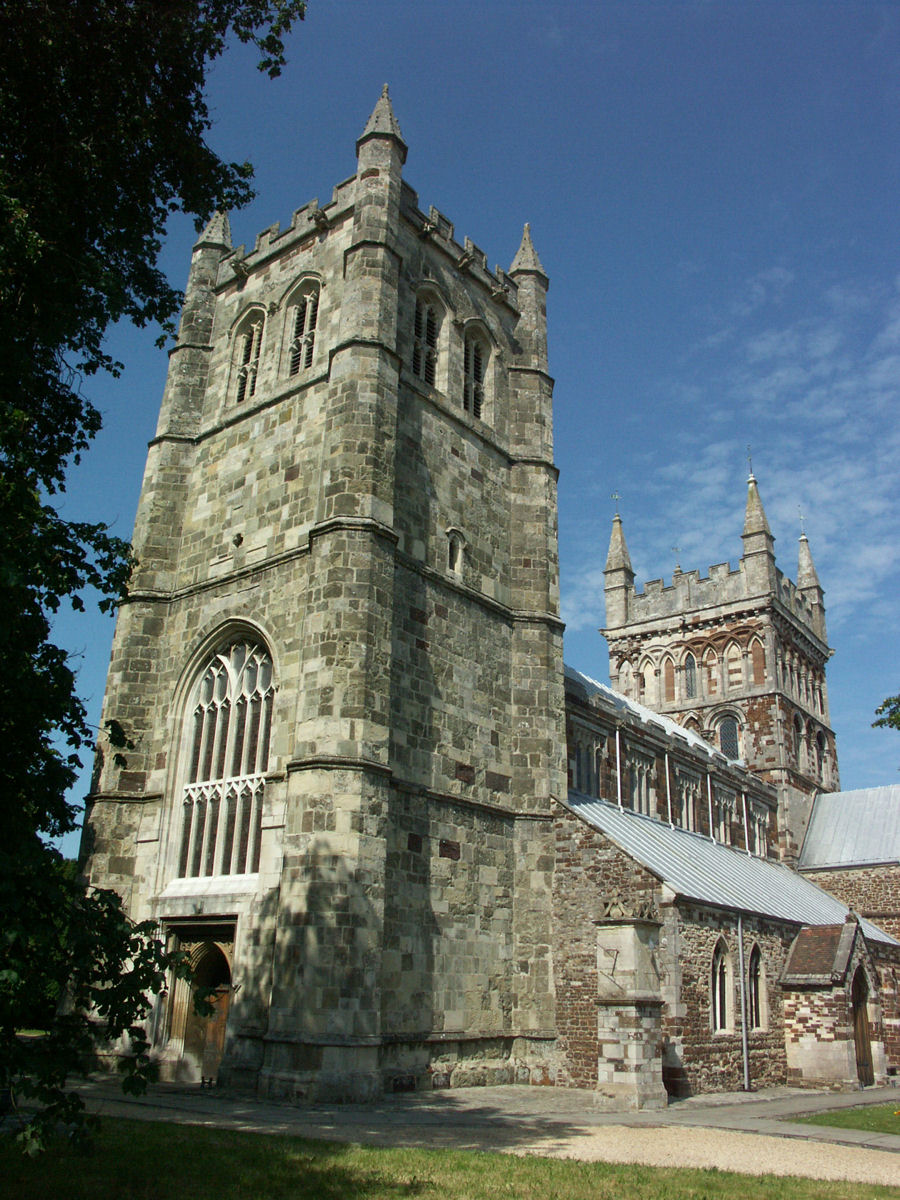
Wimborne Minster mit spätgotischem Westturm im Perpendicular Style und normannischem Vierungsturm

Die ehemalige Abtei- und Kollegiatkirche von Wimborne Minster in der gleichnamigen südenglischen Stadt in der Grafschaft (county) Dorset ist der hl. Cuthburga, der Schwester von Ine, dem ehemaligen König von Wessex († um 730), geweiht; sie ist als Grade-I-Bauwerk eingestuft und gehört zum Major Churches Network.

## Lage
Wimborne Minster ist eine Kleinstadt mit etwa 6500 Einwohnern in der Nähe von Bournemouth bzw. ca. 170 km (Fahrtstrecke) südwestlich von London. Die ehemalige Abteikirche liegt ca. 200 m südlich des heutigen Ortszentrums, welches sich westlich des River Allen befindet.

## Geschichte
Die heutige Kirche steht wahrscheinlich an der gleichen Stelle wie die Abteikirche des von Cuthburga um das Jahr 705 hier gegründeten Benediktinerinnenklosters. Etwa 15 Jahre später trat die später heiliggesprochene Walpurga, die Tochter einer wohlhabenden (vielleicht sogar königlichen Familie), in das Kloster ein und blieb hier 26 Jahre lang, bis sie ihrem Onkel, dem hl. Bonifatius, und ihren Brüdern Wunibald und Willibald auf Missionsreise nach Süddeutschland folgte. Bereits um das Jahr 735 war die hl. Lioba, die etwa gleichzeitig im Kloster von Wimborne erzogen worden war, nach Deutschland aufgebrochen. Im 8. Jahrhundert wurde dem Damen- auch ein Männerkloster hinzugefügt. Im Jahr 871 ließ Alfred der Große, der König von Wessex, seinen verstorbenen Bruder Ethelred in der Abtei beisetzen – die Grabstätte ist allerdings verschollen.
Im Jahr 1013 zerstörten die dänischen Wikinger Teile der Abteigebäude, doch bereits 30 Jahre später gründete Edward der Bekenner hier eine Klosterschule, die auch nichtklösterlichen Studierenden offenstand. Nach der normannischen Eroberung Englands im Jahre 1066 hatten die neuen Herren großen Bedarf an geschulten Rechts- und Verwaltungsfachleuten; sie waren es auch, die zwischen 1120 und 1180 eine Vergrößerung der Abteigebäude und einen Neubau der Kirche in Angriff nahmen. Durch eine Urkunde des Jahres 1318 nahm König Edward II. die Abtei von Wimborne von jeglicher Unterordnung unter eine bischöfliche Rechtsprechung aus. Ende des 15. Jahrhunderts (1496) stiftete Lady Margaret Beaufort, die Mutter Heinrichs VII., im Wimborne eine Schule und eine Kapelle. Doch spätestens mit der Auflösung der englischen Klöster durch ihren Enkel Heinrich VIII. in den Jahren 1538–1541 war die Blütezeit der Abtei von Wimborne vorbei. Der Klosterschatz wurde beschlagnahmt, doch – anders als die meisten englischen Abteien – wurde Wimborne nicht völlig aufgelöst und so blieben die Gebäude erhalten. Ein königlicher Erlass Elisabeths I. aus dem Jahre 1562 bestimmte, dass Teile des von ihrem Vater beschlagnahmten Kirchenbesitzes wieder zurückgegeben werden mussten.

## Kirche

### Architektur

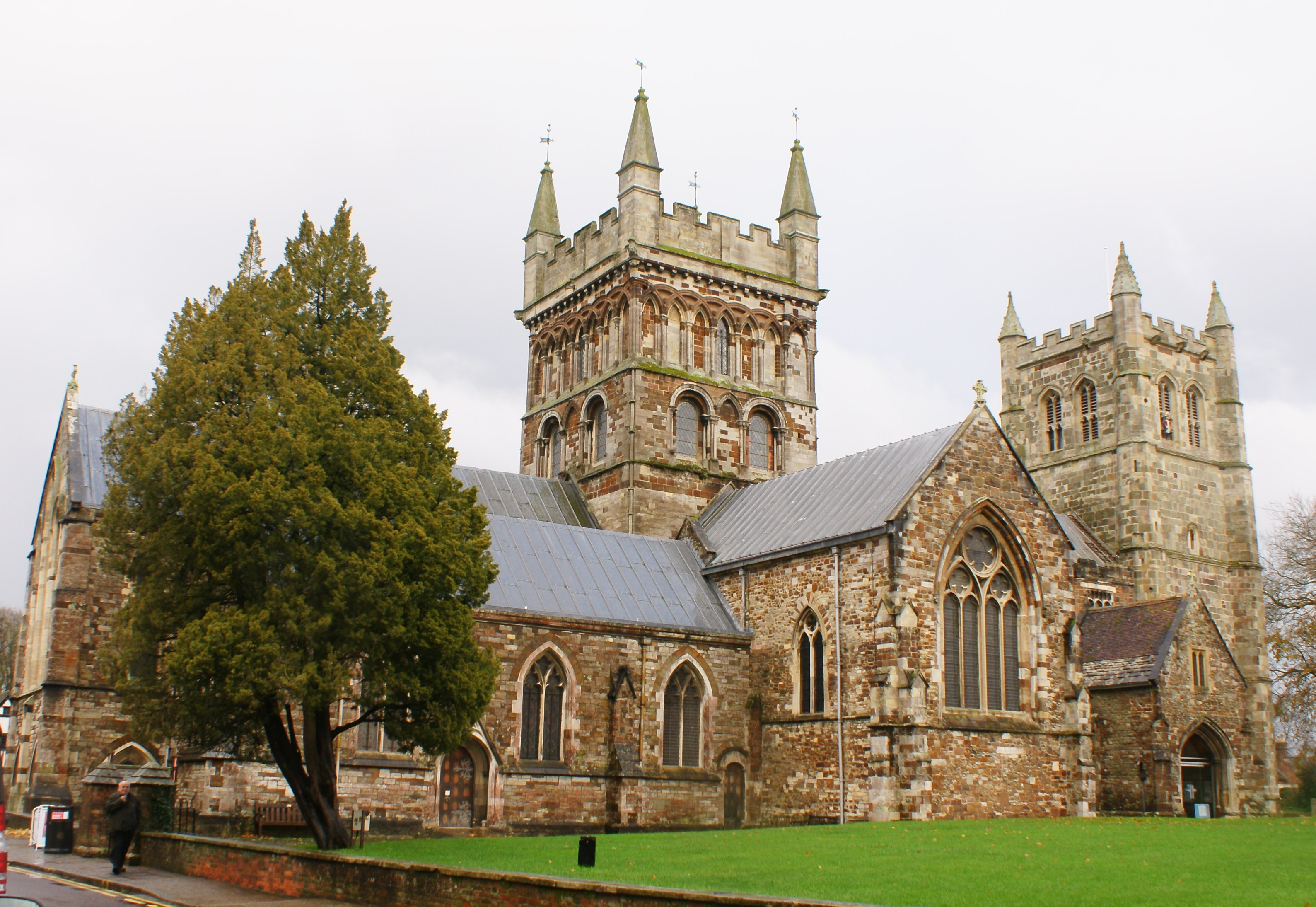
Wimborne Minster – Außenbau

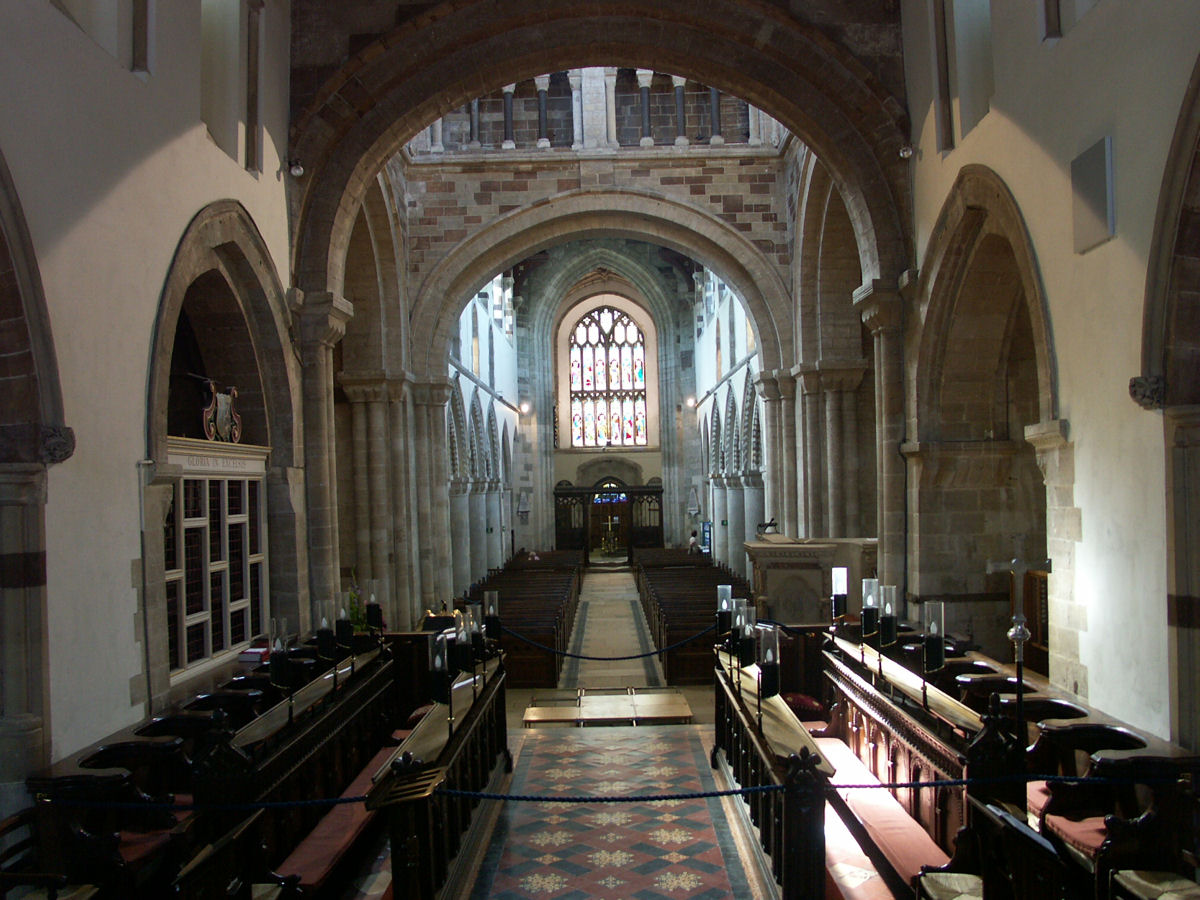
Blick vom Chor nach Westen

Das gesamte Bauwerk ist aus einer Kombination aus Kalkstein aus Dorset und Steinen aus dem New Forest erbaut.
Äußeres
Der heutige Kirchenbau mit den Maßen von etwa 60 m (Länge) und 16,50 m (Breite des Langhauses) ist ein Konglomerat aus verschiedenen Bauphasen, wobei das meiste auf normannische Bautätigkeiten zwischen 1120 und 1180 zurückgeht – aus dieser Zeit stammen das Mittelschiff des Langhauses und der ca. 25,50 m hohe und noch maßwerklose Vierungsturm, der in normannischer Tradition als Laternenturm ausgebildet ist und außen die für die normannische Architektur typischen überschneidenden Bögen zeigt; der obere Abschluss mit Zinnenkranz und Ecktürmchen ist eine spätere Hinzufügung. Um 1220 (Early English) erhielt der Bau eine – in der mittelalterlichen Architektur Englands eher seltene – Krypta. Im 14. Jahrhundert (Decorated Style) wurde das normannische Langhaus ummantelt und später abgerissen; dabei blieben jedoch die Arkaden des Mittelschiffs erhalten. Darüber hinaus wurden die beiden Querhäuser vergrößert und mit größeren Fenstern im Geschmack der Zeit versehen; außerdem entstanden im Chorbereich zwei Kapellenanbauten und Seitenaltäre. Der etwa 29 m hohe Westturm, der – im Unterschied zum normannischen Vierungsturm – von vier oktogalen Ecktürmchen begleitet wird, ist eine Zutat des 15. Jahrhunderts (Perpendicular Style), worauf vor allem die Fenster mit ihren senkrechten Maßwerklinien im Bogenfeld verweisen.
Inneres
Bemerkenswert sind vor allem die normannische Arkadenzone des Langhauses mit ihren gezackten Rundbögen, das Innere des Vierungsturmes mit seiner kreuzförmig gestalteten Balkendecke und das Westfenster im Perpendicular Style.

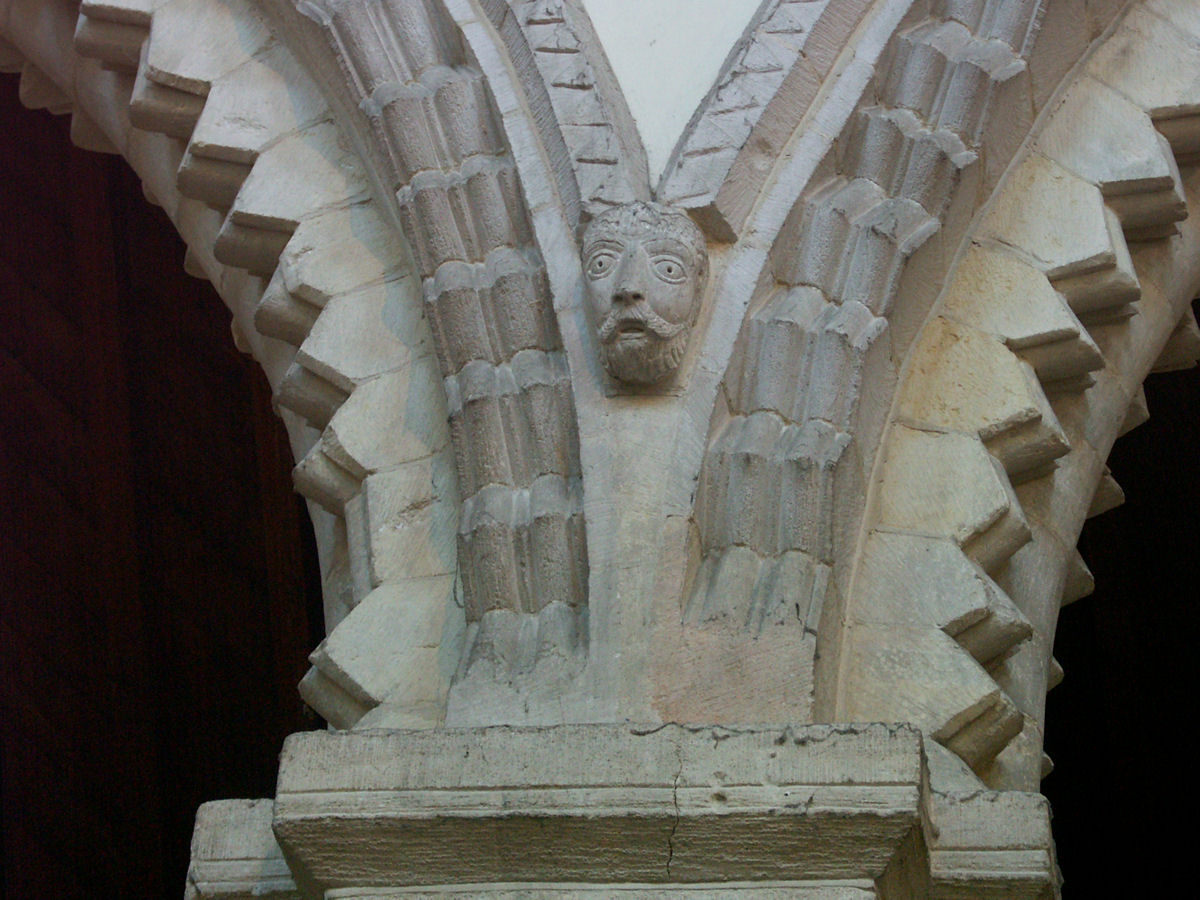
Normannische Arkaden mit Zackendekor
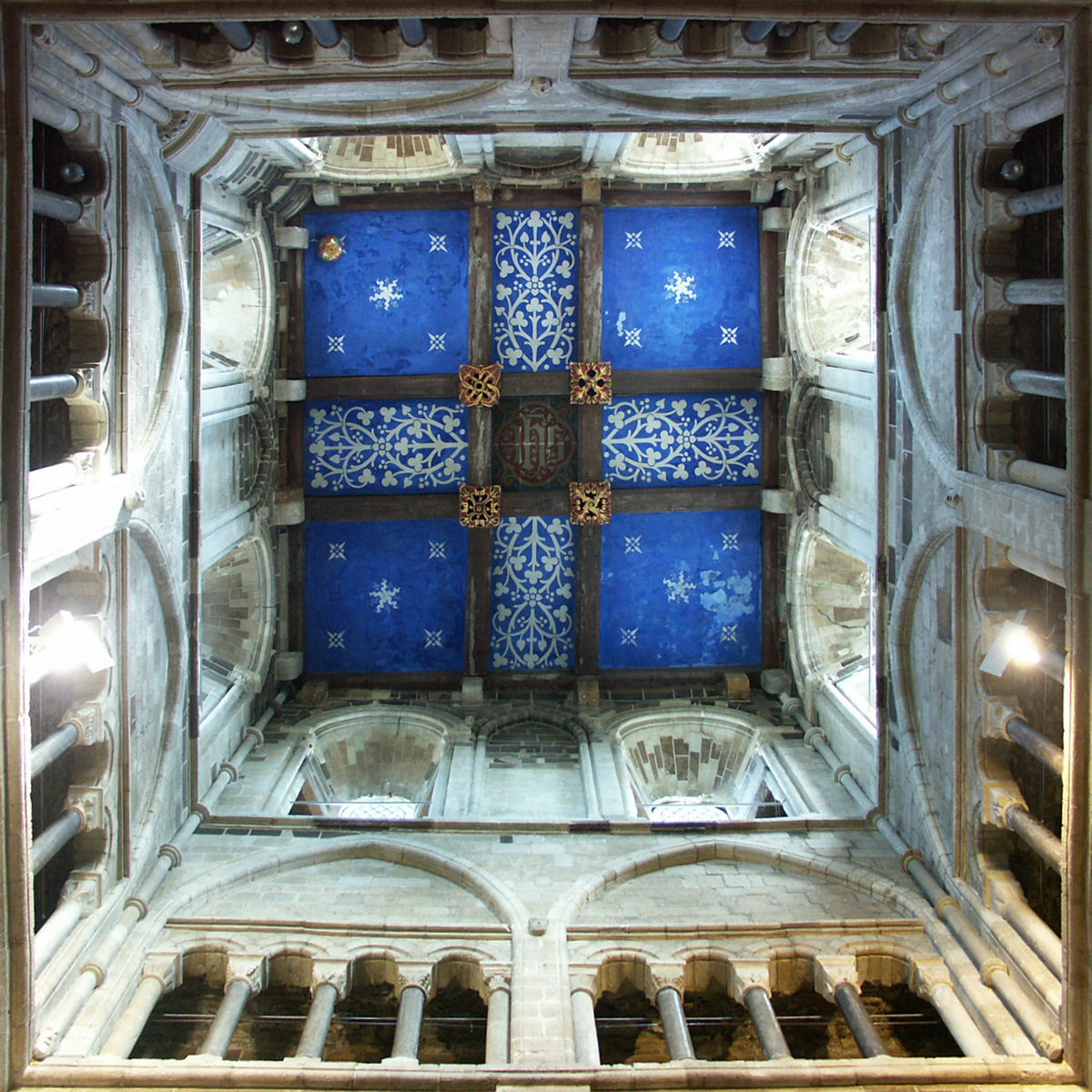
Vierungsturm / Laternenturm
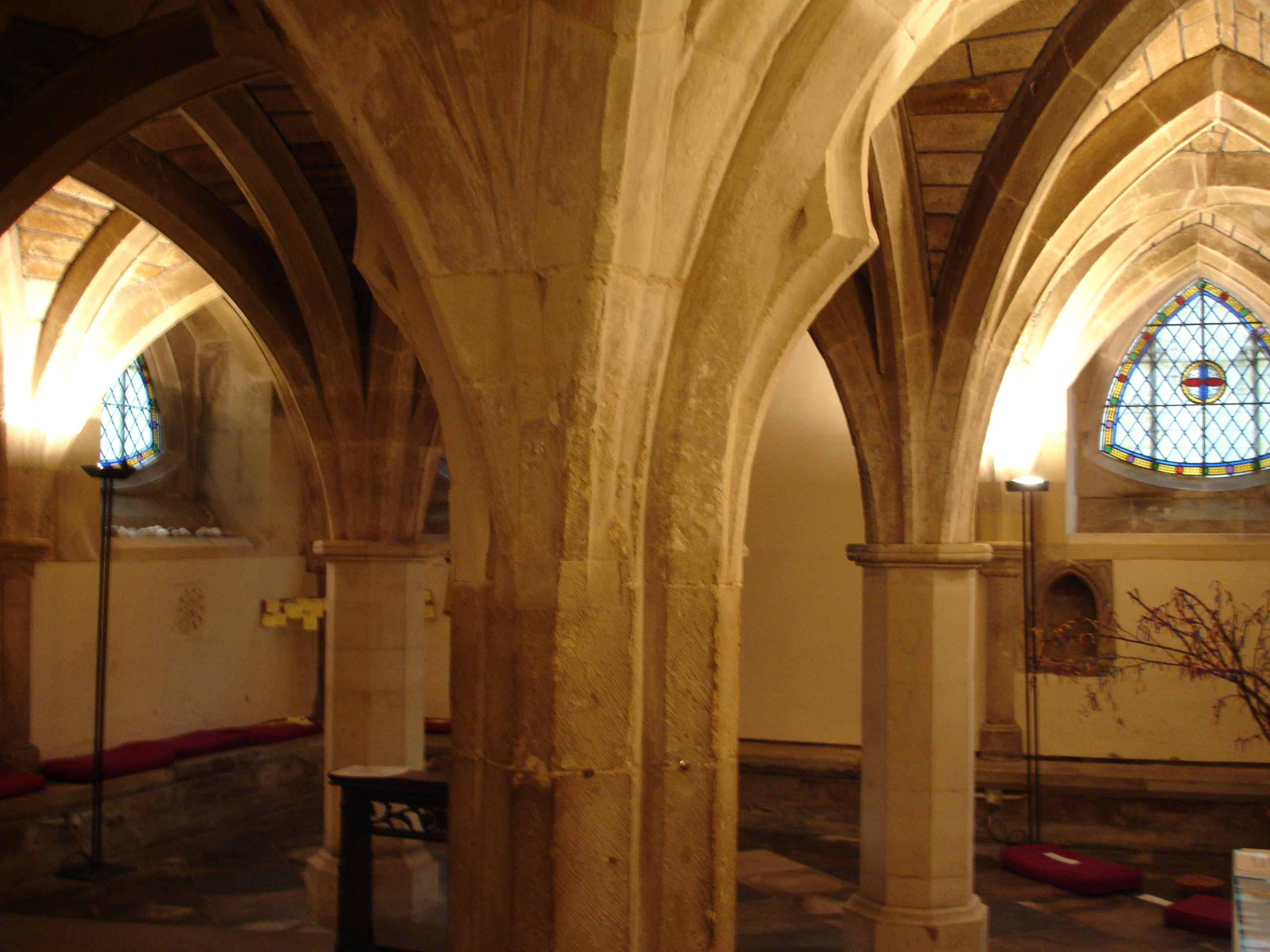
Krypta

### Ausstattung
- Eine Seltenheit sind die noch aus normannischer Zeit stammenden Steinfiguren im Mittelschiff – darunter Moses mit zopfartig geflochtenem Bart und den beiden Gesetzestafeln in seiner Rechten.
- Eine neben dem Altar befindliche Messingplatte (brass plate) aus dem 14. Jahrhundert, eine der ältesten Englands, erinnert an die verloren gegangene Grabstätte König Ethelreds.
- John Beaufort, Herzog von Somerset, und seine Frau Margaret – die Großeltern mütterlicherseits von Heinrich VII. – liegen unterhalb eines aus Alabaster und Purbeck-Marmor gefertigten Grabmals begraben. Die beiden Liegefiguren (gisants) sind mit gefalteten Händen dargestellt; ihre Häupter ruhen auf feinbestickten steinernen Kopfkissen und sind begleitet von Engeln. Zu Füßen des als Ritter gekleideten Mannes befindet sich ein Löwe als Symbol seiner Stärke und zu Füßen der Frau ein Hund als Zeichen ihrer Treue.
- Bemerkenswert ist eine kleine Astronomische Uhr, die wahrscheinlich um 1320 konstruiert wurde und somit zu den ältesten ihrer Art in ganz Europa gehört. Die später überarbeitete Frontseite zeigt ein geozentrisches Modell der Welt wie es bis zum 16. Jahrhundert in Europa noch gebräuchlich war. Die Uhr befand sich ursprünglich im Vierungsturm, wurde jedoch später in den Westturm versetzt. Sie ist gekoppelt mit der Figur eines uniformierten und zwei Hämmer in den Händen haltenden Glockenschlägers (Quarter Jack) aus dem 19. Jahrhundert, die eine ältere Mönchsfigur ersetzte.
- Die Orgel aus dem Jahr 1664 stammt aus der Werkstatt von Robert Hayward aus Bath. Sie ist eine der ältesten erhaltenen Kirchenorgeln Englands und wurde im 19. und 20. Jahrhundert wiederholt restauriert und ergänzt.
- Die Abtei verfügte über eine der ersten öffentlichen Bibliotheken Englands aus dem Jahr 1686. Die kostbaren Bücher waren aus Vorsorge vor Diebstählen angekettet (chained library).
- Die figurenbesetzte Kanzel ist ein Werk des 19. Jahrhunderts.

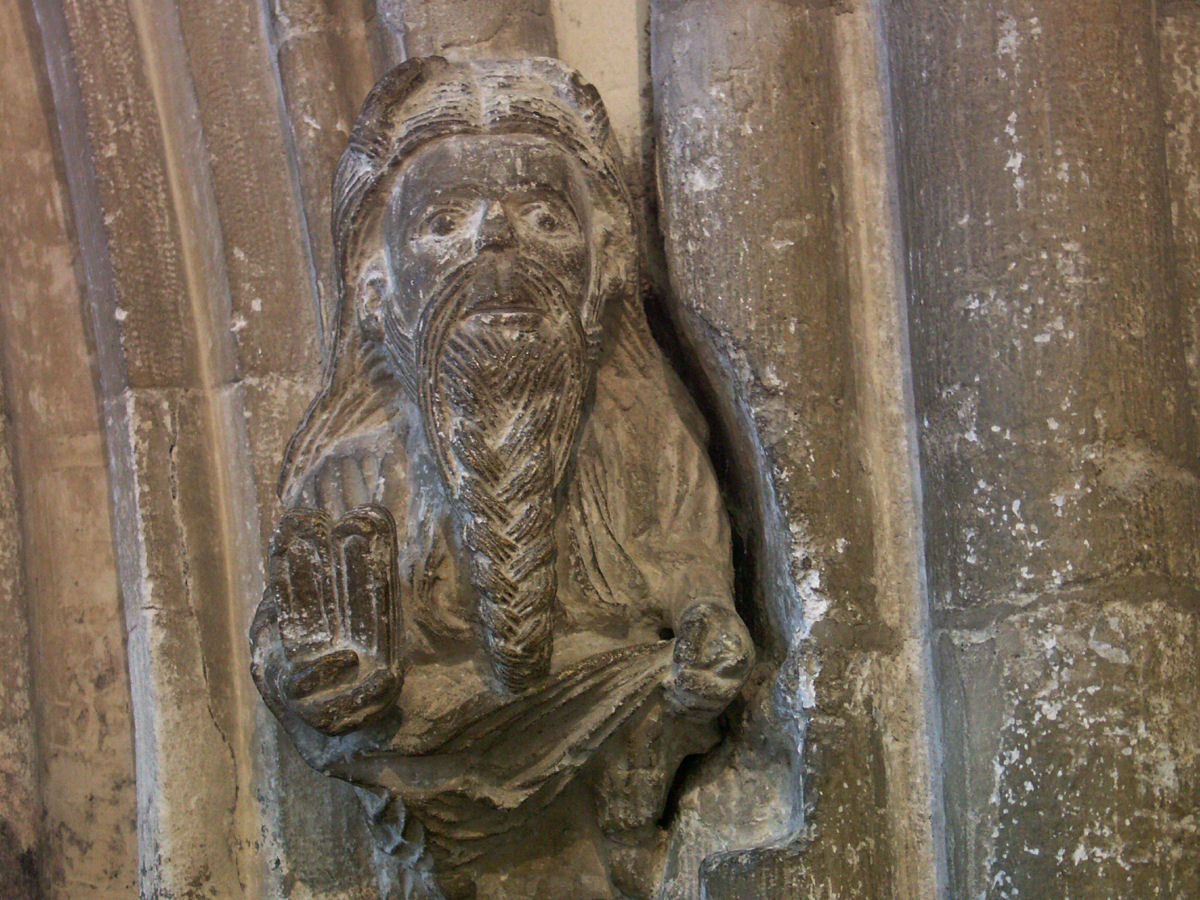
Moses
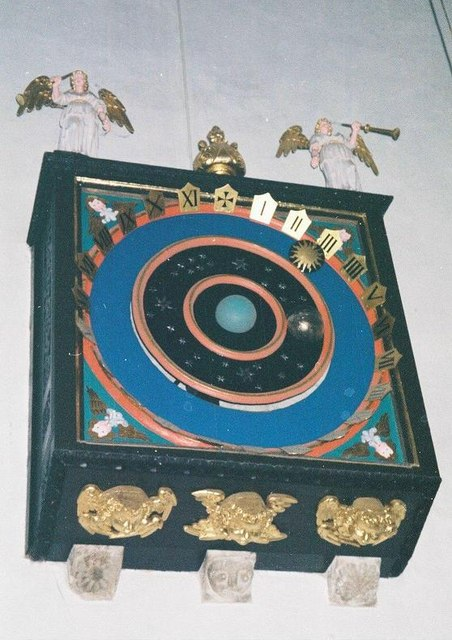
Astronomische Uhr
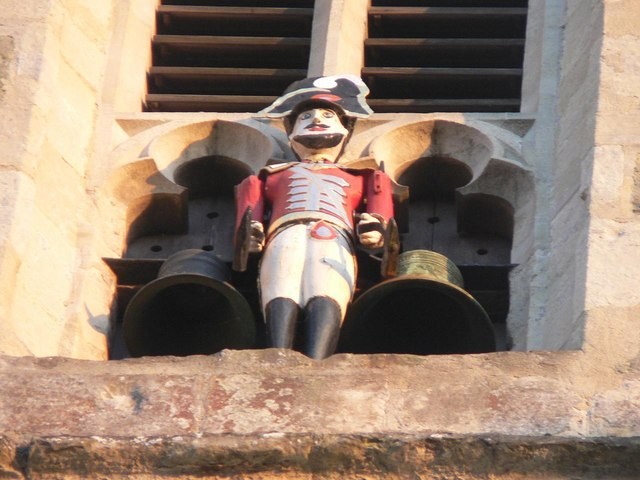
Quarterjack oder Jacquemart
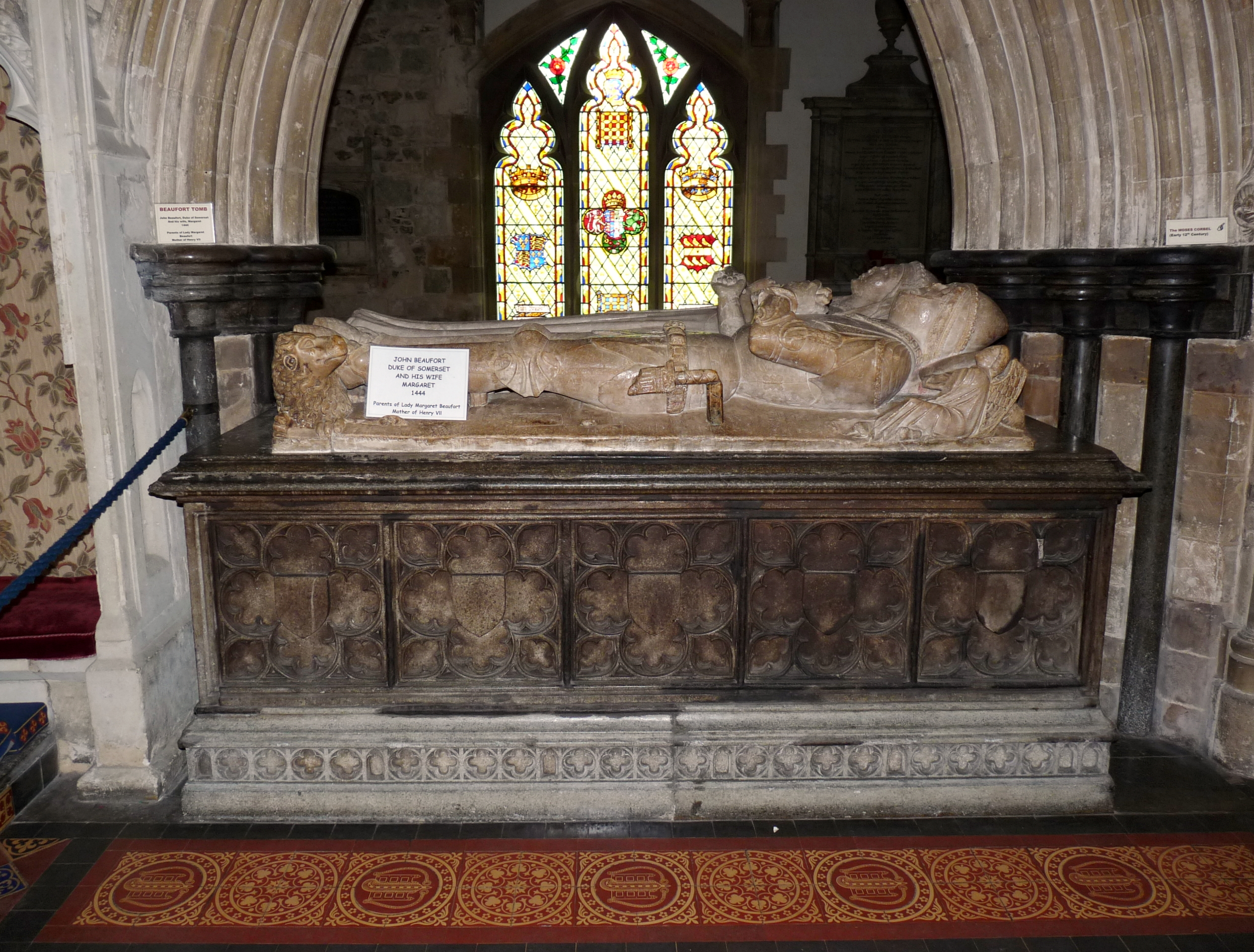
Grabmal von John Beaufort und seiner Frau Margaret (15. Jh.)